# Jan Gajda (dyplomata)
Jan Gajda (ur. 3 lipca 1924 we Lwowie, zm. po 1979) – polski działacz partyjny, chargé d’affaires w Albanii (1976–1979).

## Życiorys
Jan Gajda ukończył Centralną Szkołę Oficerów Politycznych w Lublinie (1944) i Wyższą Szkołę Oficerów Polityczno-Wychowawczych w Warszawie (1946). W latach 1944–1952 służył w Głównym Zarządzie Polityczno-Wychowawczym Ludowego Wojska Polskiego, osiągając stopień majora.
W styczniu 1946 został członkiem Polskiej Partii Robotniczej, a następnie Polskiej Zjednoczonej Partii Robotniczej. Podczas służby wojskowej został wykluczony z PZPR za podanie nieprawdziwej informacji o przynależności do Armii Krajowej, żeby otrzymać odznaczenie. Po odwołaniu karę zamieniono na naganę. Należał do Towarzystwa Przyjaźni Polsko-Radzieckiej. Prezes Związku Branżowego Spółdzielni Usługowych w Warszawie (1952–1954). Kierownik Zespołu i Dyrektora Zarządu Usług w Stołecznym Związku Spółdzielni Pracy (1954–1957). W Wyższej Szkole Nauk Społecznych przy KC PZPR ukończył studia I stopnia (1963–1966) oraz magisterskie (w 1968). W latach 1968–1972 pełnił funkcję radcy w Ambasadzie w Sofii. Od 1972 do 1976 doradca ministra spraw zagranicznych. Od 1976 do 1979 był chargé d’affaires w Albanii. Po powrocie ponownie był doradcą ministra spraw zagranicznych.
Jako członek PZPR pełnił szereg funkcji. Był I sekretarzem podstawowej organizacji partyjnej przy Stołecznym Związku Spółdzielni Pracy (1954–1956), sekretarzem organizacyjnym (1957–1958) oraz I sekretarzem (1958–1960) Komitetu Dzielnicowego Warszawa-Śródmieście, delegatem na III Zjazd PZPR w 1959, przewodniczącym Dzielnicowej Rady Narodowej Warszawa-Śródmieście (1960–1963), zastępcą członka (1960–1962) oraz członkiem (1962–1965) Komitetu Warszawskiego, sekretarzem Oddziałowej Organizacji Partyjnej przy Wydziale Ekonomicznym Wyższej Szkoły Nauk Społecznych (1963–1964), I sekretarzem Komitetu Dzielnicowego Warszawa-Praga Południe (1966–1968) oraz członkiem Komitetu Warszawskiego (1967–1968).
Syn Władysława i Marii.